# Bad Endorf
Bad Endorf è un comune tedesco di 7 684 abitanti, situato nel land della Baviera.